# オオヤマザクラ
オオヤマザクラ（大山桜、学名: Cerasus sargentii var. sargentii）はバラ科サクラ属の落葉高木のサクラ。冷寒な地に咲く代表的なサクラで、山地に生える。日本に自生する10もしくは11種（species）あるサクラ属の基本野生種の一つ。別名、エゾヤマザクラ、ベニヤマザクラともよばれる。

## 名称
標準和名オオヤマザクラの由来は、ヤマザクラに比べ花が大きいことによる。ヤマザクラより濃い花色の特徴からベニヤマザクラ（紅山桜）、北海道に多く生育していることからエゾヤマザクラ（蝦夷山桜）の別名がある。アイヌ語名は「カリンパニ」。英語圏での呼び名の「Sargent's cherry」と学名の由来はアメリカの植物学者チャールズ・スプレイグ・サージェントに因む。なお関東以北では販売用の「山桜」表記の苗木には、ヤマザクラではなく本種が使われていることがある。

## 分布域
分類学上の種（species）としてのオオヤマザクラは東アジアの冷温帯を中心に分布する。日本の施政権が及ぶ範囲では北海道や本州、四国で、主に日本海側に分布する。日本の施政権が及ばない地域と外国では、南千島、樺太、中国、朝鮮半島、ロシア沿海州などに分布する。北地や高冷地の山に自生し、ヤマザクラ（学名: Cerasus jamasakura）よりも高いところに生える。
種の下位分類の変種（variety）のレベルではオオヤマザクラ（var. sargentii）とキリタチヤマザクラ（霧立山桜、var. akimotoi）に分類され、オオヤマザクラの分布域の最南端の九州に生息するのがキリタチヤマザクラで、宮崎県五ヶ瀬町の白岩山周辺にのみ分布する。石灰岩という特殊な環境下では珍しい植物が自生しやすく白岩山もこれに該当する。
同じ冷温帯に分布するカスミザクラに比べて、湿潤地でより自然度の高いブナの天然林に生息している傾向がある。オオヤマザクラよりカスミザクラの方が1週間ほど花期が遅いためある程度は種間雑種を避けられているが、時期が重なって咲く個体がある場合は種間雑種が生じ、こうして生まれた個体はアカツキザクラと呼ばれることもある。

## 特徴
落葉広葉樹の高木で、樹高は10 - 20メートル (m) ほどになり、大きいものでは20 mを超える。樹形は広卵状。樹皮は暗紫褐色で、やや明るく栗色がかかり、小枝が紫褐色で、灰褐色のヤマザクラとは異なる。枝の先の方は蝋物質に覆われ灰色に見える。幹には横に長い皮目がある。
花期は4 - 5月。一重咲きで直径3 - 4.5センチメートル (cm) の中輪から大輪の花を咲かせ、花弁の色はヤマザクラやソメイヨシノに比べて比較的濃い紅色。花弁は5枚で、雄しべは35 - 38個、雌しべは1個つく。花序は散型上で花柄がほとんどなく、花芽の鱗片が著しく粘る。
葉が花とほぼ同時に展開する。若葉は赤く、開花期はまだ小さい。また開花のころは、新葉・萼・花柄・苞・鱗片がべたつくのが特徴とされる。葉の大きさは8 cmから15 cm程度の長卵型、基部は円形から心臓形で、ヤマザクラよりも大きい。成木では裏面が白色を帯び互生している。若いものは赤い色をしているが夏には暗い緑色に変化する。葉縁は鋸状で、ヤマザクラのものよりもやや幅が広い。秋になると葉は紅葉し、赤、黄色、橙色と様々に色を変える。葉には毛が少ないかなく、成木で裏面に白色を帯びることでカスミザクラと区別できる。
果期は6月。果実は直径1 cmほどの球形で、熟すと紫黒色になる。鳥が良く食するが、人間にとっては小さく目立たないため食用にはされていない。
冬芽は互生し、卵形や長卵形の栗褐色をした鱗芽で、8 - 10枚の芽鱗に包まれていて粘る。枝先に頂芽がつき、側芽は枝に互生する。花芽は葉芽よりも大きく、短枝につく。葉痕は半円形や三日月形で、維管束痕が3個つく。
- 花柄は無毛。葉柄の上部に蜜腺がある。

## 利用
比較的寒さに強いため、日本では北海道や東北地方を中心として鑑賞（花見）用や街路樹として積極的に植樹されている。サクラの中では紅葉が見事で、枝が傘状より横に広がらない広卵上であることから、関東以北では「山桜」を植樹する際にヤマザクラよりも好まれる傾向がある。また日本国外でも同様に利用されており、アメリカや英国には1908年に移入された。気象庁の桜の開花予想の標本木に全国的に使われているのはソメイヨシノであるが、気候による生育問題から例外的に札幌から南西側を除く北海道（道東、道北）ではオオヤマザクラ、沖縄県及び奄美地方ではカンヒザクラが使用されている。
オオヤマザクラには、葉・花柄・葉柄に毛が多いケオオヤマザクラ、花色が白いアカツキザクラ（アケボノザクラ、学名: Cerasus × compta）、枝垂れのシダレオオヤマザクラ（Cerasus sargentii f. pendula）、シダレオオヤマザクラとの中間種とされるヒダカヤマザクラ、ならびにこれらから作出された栽培品種がいくつかある。ただし、サトザクラ（里桜）に比べるとこれらは栽培されることは少ない。
樺細工に使われる。

## オオヤマザクラの名所・名桜
北海道のサクラといえば本種を指すほど有名で、サクラの花見も二十四間道路の桜並木（新ひだか町）、北海道神宮（札幌市）、国泰寺（厚岸町）、有珠善光寺（伊達市）、五稜郭（函館市）、登別温泉など古くから知られた名所がある。
- 二十間道路桜並木（北海道日高郡新ひだか町）
旧御料牧場の中央を走る道路に沿って植えられたもので、幅が二十間（約36メートル）あることから二十間道路と呼ばれる通りに、約3000本の桜が直線約7キロメートルに及んで咲き渡り、見渡す限り一直線に続く桜並木となっている[21][22]。「日本のさくら名所100選」「日本の道百選」「新・日本街路樹100景」「北海道遺産」に選定され、毎年多くの花見客で賑わう[22]。
- 国泰寺の老桜樹・子野日（ねのひ）公園（北海道厚岸町）
国泰寺境内には、厚岸町の天然記念物である樹齢170年を越える老桜樹（オオヤマザクラ）を見所に、チシマザクラなど約120本の桜が花開く[23]。近くの子野日公園では、厚岸湖を望み約1200本のオオヤマザクラが開花する[23]。
- 世界一の桜並木（青森県弘前市）
「どうせ作るなら世界一の桜並木にしたい」という地元草案者のもと、1985年（昭和60年）から始まった桜並木づくり[24]。総延長20キロメートルにも渡る長い道を、オオヤマザクラを中心とした6500本もの桜が植樹され、どこまでも続く桜並木となっている[24]。
- 亀ヶ森牧場の一本桜（岩手県宮古市、亀ヶ森牧場内）
標高800メートルの高台に広がる亀ヶ森牧場では、樹高約6メートル、幹囲約3.5メートル、枝張り約15メートルとなるオオヤマザクラが、支柱もなく枝を大きく広げた姿を見られる[25]。
- 西蔵王のオオヤマザクラ（山形県山形市、西蔵王放牧場内）
標高600メートルの西蔵王高原に開かれた放牧場では、広い敷地内にオオヤマザクラが自生し、点在する野生のオオヤマザクラ郡を見ることができる[26]。
- 針山の天王ザクラ
推定樹齢300年、樹高10メートル、幹回り5.2メートル、枝幅17メートルの見事な枝ぶりの巨木である[27]。群馬県の天然記念物に指定されている[27]。
- 極楽寺の野中ザクラ（新潟県東蒲原郡阿賀町）
境内にある野中ザクラは、オオヤマザクラが天然変形したものである[28]。花は径約6センチメートル、花序ごとに2個から3個の濃紅大輪の美しい花を咲かせる。植物学上でも貴重な品種のため、国の天然記念物に指定されている[28]。
- 地蔵久保（じぞうくぼ）のオオヤマザクラ（長野県飯綱町地蔵久保）
推定樹齢130年、樹高約20メートル、幹周り5.1メートルにもなる巨木で、花は色濃い紅紫色の鮮やかな桜を咲かせる[29]。長野県の天然記念物に指定されている[29]。
- 中綱湖畔のオオヤマザクラ（長野県大町市）
中綱湖は仁科三湖のひとつで周辺の山地にはオオヤマザクラが自生している。中綱湖畔のものは植樹されたもので、背後の鬱蒼とした森林と共に水面に映る水鏡が有名である[30]。
- 桜峠（さくらとうげ）（福島県耶麻郡北塩原村大塩字桜峠）
桜峠のオオヤマザクラは2001年、愛子内親王の誕生を祝って翌年に2001本植樹された。その後、いろいろと記念して追加植樹され、今は約3000本の規模に拡大した。